# KIKKAWA KOJI '84 FLYING PARACHUTE TOUR
『KIKKAWA KOJI '84 FLYING PARACHUTE TOUR』(きっかわこうじ エイティーフォー フライング・パラシュート・ツアー)は、日本のロックミュージシャン　吉川晃司が1984年8月1日に、SMSレコードからリリースした初の映像作品。

## 概要
1984年に行われた吉川晃司の全国コンサートツアー『KIKKAWA KOJI '84 FLYING PARACHUTE TOUR』の最終公演である渋谷公会堂での公演の模様と、移動中やリハーサルシーンを織り交ぜて収録されている。
演奏曲はファーストアルバム「パラシュートが落ちた夏」の収録曲を中心に収録されており、現在では滅多に演奏されない楽曲が多数収録されている。
2009年12月23日に発売されたDVDボックスセット「KIKKAWA KOJI 25th ANNIVERSARY LIVE FILM COLLECTION 『LIVE＝LIFE』」の1作品として、初DVD化された（単体販売は、されていない）。
現在では廃盤となっている。

## リリース履歴
| No. | 日付           | レーベル                 | 規格                 | 規格品番                              | 最高順位 | 備考                                                                                        |
| --- | -------------- | ------------------------ | -------------------- | ------------------------------------- | -------- | ------------------------------------------------------------------------------------------- |
| 1   | 1985年3月21日  | SMSレコード              | βマックス VHS LD VHD | B098-1001 H098-1001 MP-173-15WA ----- |          |                                                                                             |
| 2   | 2009年12月23日 | ユニバーサルミュージック | DVD                  | UMBF-9501                             |          | DVD-BOX『KIKKAWA KOJI 25th ANNIVERSARY LIVE FILM COLLECTION 『LIVE＝LIFE』』のDisc1に収録。 |

## 演奏

### メンバー
- 吉川晃司：ボーカル・ギター

《PaPa》
- 稲葉智：ギター
- 笠原敏幸：ベース
- 山崎透：キーボード

（椎野恭一(ドラム)は、本ツアーには参加しなかった。）

### サポートメンバー
- 小林誠：ドラム（クレジットでは、PaPaの一員として表記されている）

## 収録映像曲
1. フライデーナイトレビュー
2. 彼女はアイスウォーター
3. ペパーミントKIDS
4. ハートショット
5. I'M IN BLUE
6. ピンナップにシャウト!!
7. a day・good night
8. 真夜中のストレンジャー
9. サヨナラは八月のララバイ
10. 彼女はデリケート
佐野元春の同名曲のカバー。
11. Be my J-Girl
12. モニカ
13. パラシュートが落ちた夏